# Igreja de Härkeberga
A Igreja de Härkeberga (em sueco:  Härkeberga kyrka) é uma igreja medieval, na localidade de Härkeberga, a 10 quilômetros a nordeste da cidade de Enköping na Suécia. Foi construída por volta de 1300, e pertence à Arquidiocese de Uppsala da Igreja da Suécia. É conhecida pelas suas pinturas murais medievais, da autoria de Alberto, o Pintor.

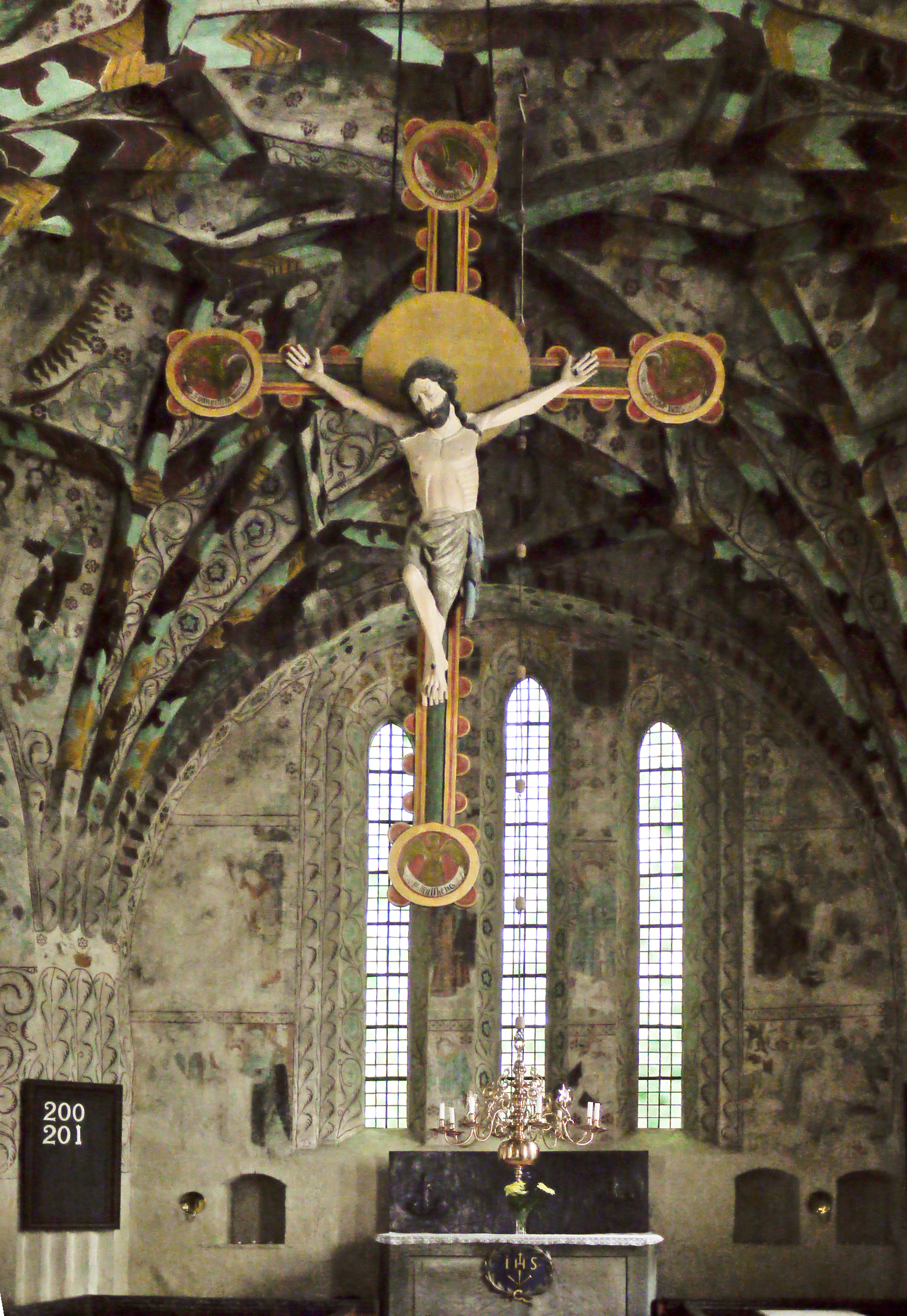
O crucifixo do triunfo
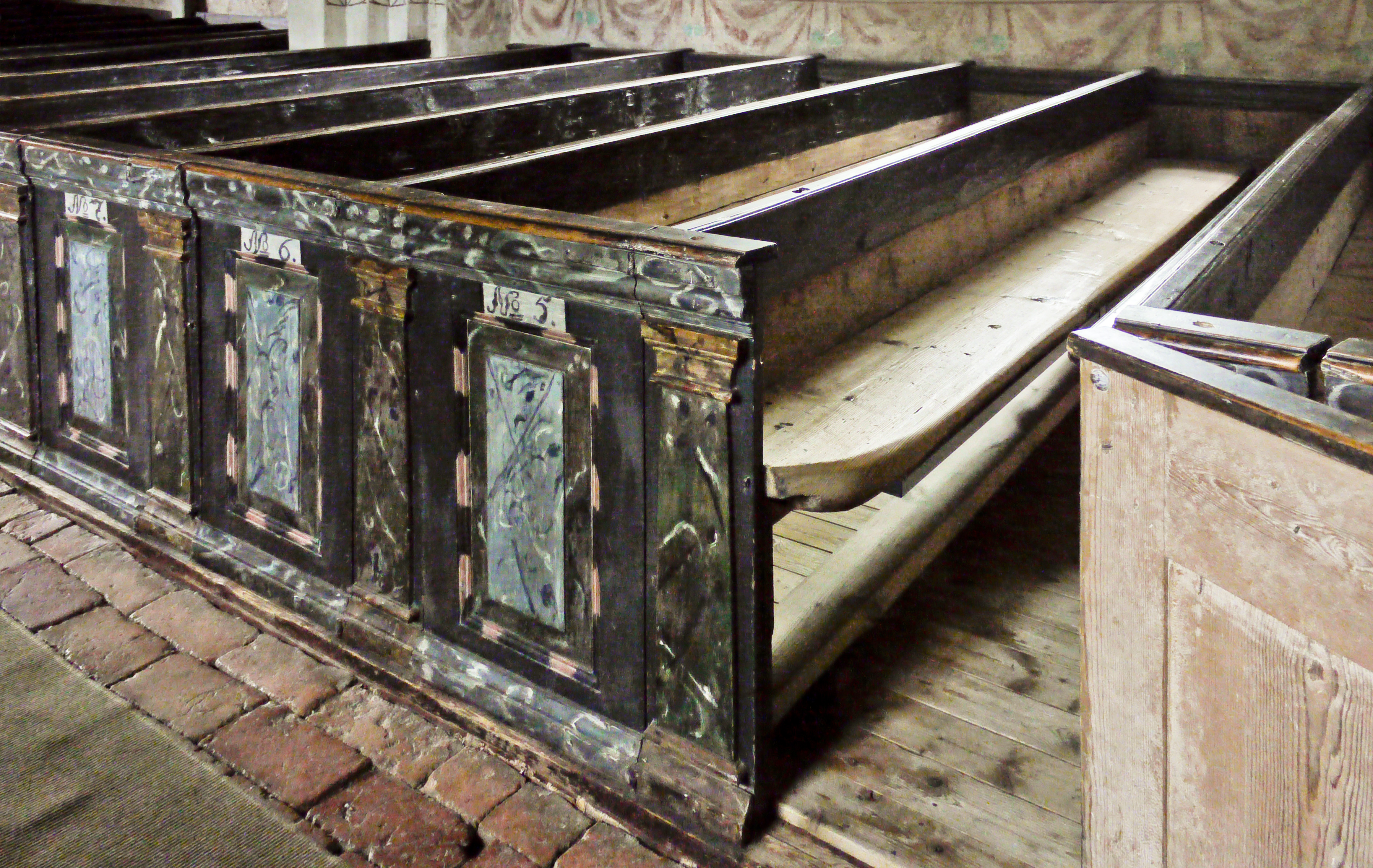
Bancos da igreja
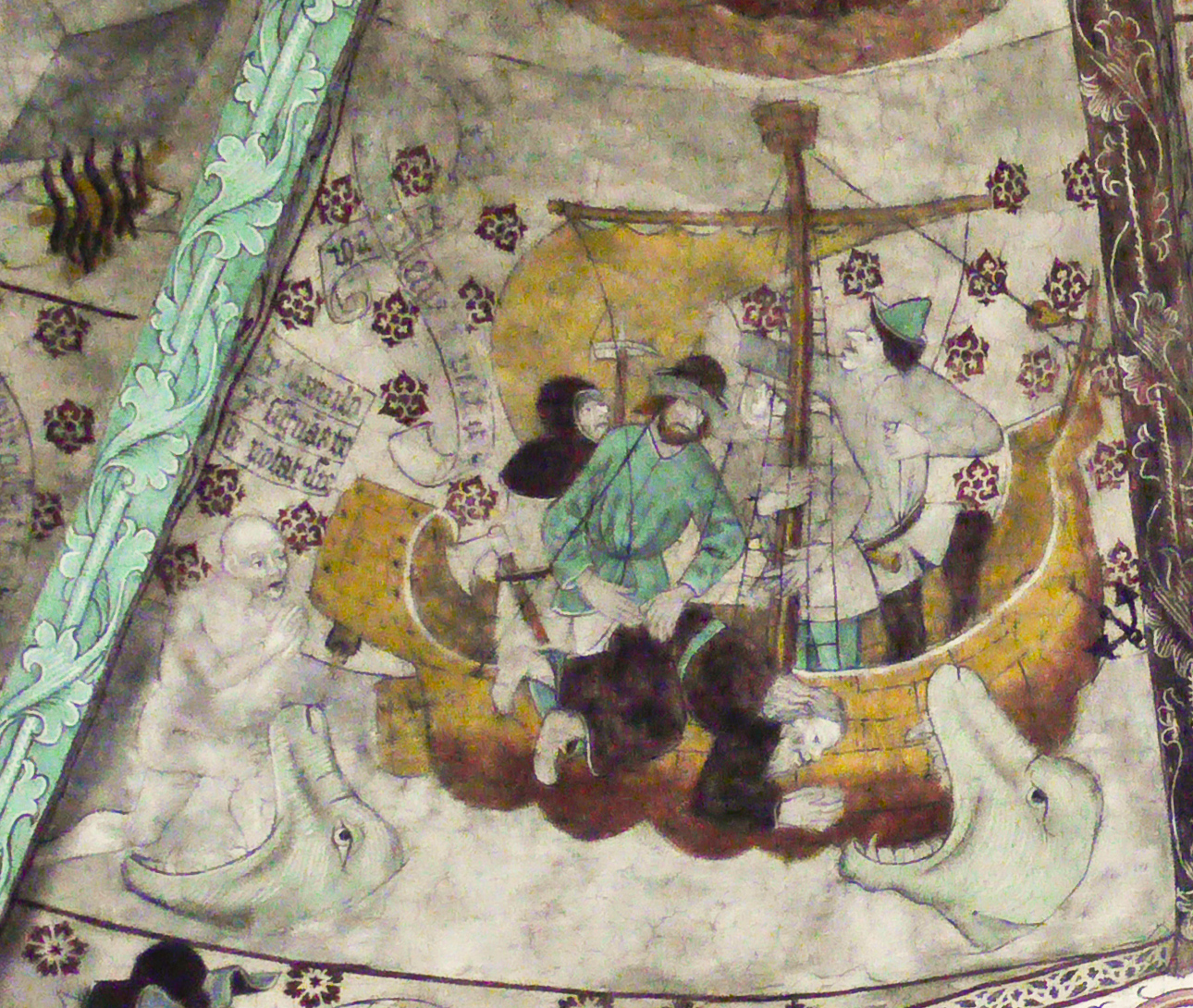
Jonas e a baleia